# Chrám svatého Petra a Pavla (Karlovy Vary)
Pravoslavný chrám svatých apoštolů Petra a Pavla (rusky Це́рковь Святы́х первоверхо́вных апо́столов Петра́ и Па́вла, či jen Петропавловская церковь в Карловых Варах), je chrám Ruské pravoslavné církve v Karlových Varech. Současný chrám byl postaven na místě starší ortodoxní kaple. Chrám byl 9. června 1897 zasvěcen svatým apoštolům Petru a Pavlovi. Je to jeden z nejstarších a nejvýznamnějších pravoslavných chrámů v zemi.

## Historie

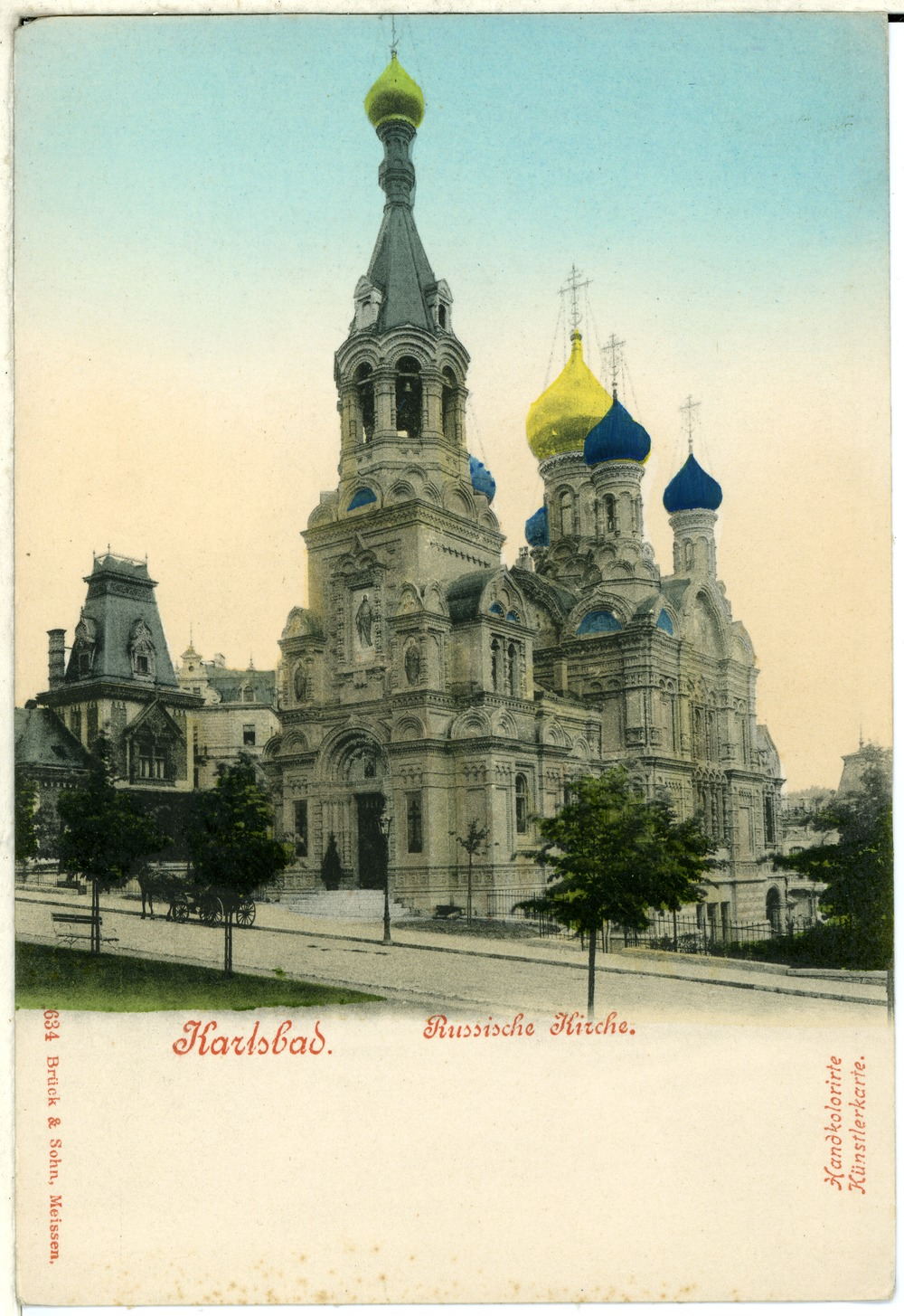
Chrám na dobové pohlednici z roku 1898, Brück & Sohn Kunstverlag

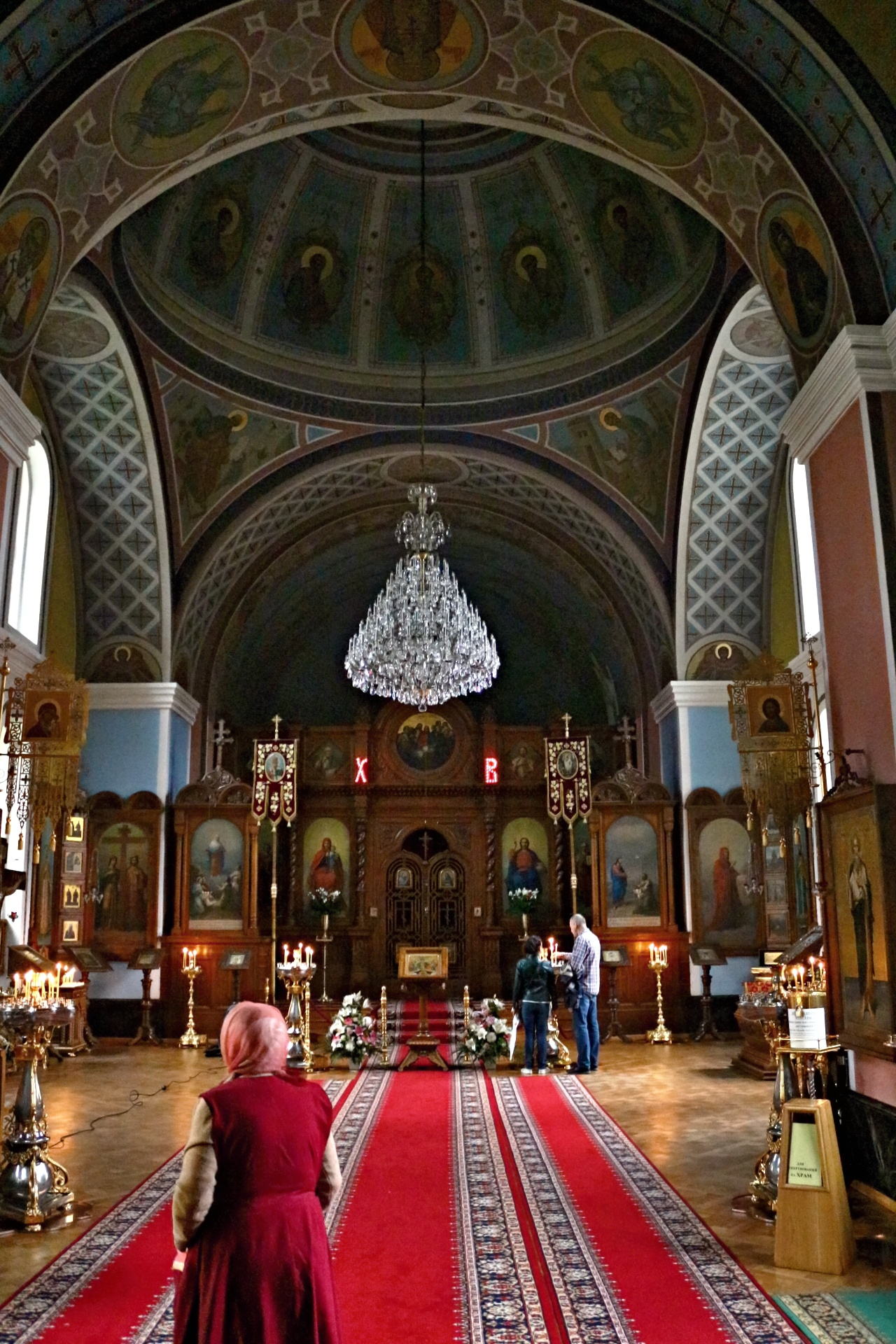
Interiér – hlavní loď chrámu

Dnešní pravoslavný chrám sv. Petra a Pavla je pětikupolová stavba z roku 1898. Byl postaven podle vzoru byzantsko-staroruského chrámu v Ostankinu, rodovém sídle hrabat Šeremetěvů u Moskvy za přispění ruské šlechty. Bylo zvoleno místo v tehdy vznikající výstavní vilové čtvrti Westend ve svažitém terénu mezi dnešními ulicemi Sadová, Petra Velikého a Krále Jiřího na západním okraji města Karlovy Vary (Karlsbad) a nahradil tak patrně již nevyhovující původní pravoslavnou modlitebnu v Mariánskolázeňské ulici.

### Předchozí (dočasné) chrámy
Sbírka příspěvků na výstavbu prvního pravoslavného chrámu v Karlových Varech byla zahájena dne 29. června 1862 pod záštitou velkokněžny Jeleny Pavlovny (Frederiky Šarloty Württemberské). Mezi hlavními dárci byli hrabě A. P. Šuvalov, hrabě A. I. Musin-Puškin, Alexandr Ivanovič Košelev, knížata Semjon Michaljovič Voroncov, hrabě Michail Jurjevič Velgorský a Pjotr Alexandrovič Dubovickij.
Předpokládalo se,[kdo?] že chrám v Karlových Varech bude první pravoslavnou svatyní na území Rakouska-Uherska.[zdroj⁠?!] Pozemek na Schlossbergově ulici (dnešní ulici Petra Velikého) bezplatně poskytla městská rada Karlových Varů. Stavební projekt chrámu vytvořil ruský architekt Konstantin Andrejevič Uchtomskij. I přes veškerou snahu se však nepodařilo sebrat dostatek prostředků na výstavbu a mezitím byl v místě budoucího pravoslavného chrámu roku 1877 vystavěn anglikánský kostel svatého Lukáše.
Když bylo v roce 1862 zřejmě, že kostel není možné postavit, ruská komunita se rozhodla zakoupit dům, v němž by mohla zřídit domovní chrám. V Českém sále grandhotelu Pupp byl dne 11. září 1863 zřízen dočasný chrám svatých Petra a Pavla. Chrám byl vždy na konci sezóny rozebrán. V témže roce byla také zahájena sbírka na výstavbu nového chrámu.
V roce 1867 získala ruská komunita v blízkosti hotelu Pupp nevelký dům „Washington“, kde byl vybudován domovní chrám, který byl vysvěcen 6. června 1867. Dubový ikonostas, vytvořený podle návrhu architekta P. A. Zaruckého a vymalovaný I. A. Ťurinem, chrámu věnovala velkokněžna Jelena Pavlovna. Brzy však přestala domovní svatyně množství pravoslavných věřících v Karlsbadu kapacitně dostačovat.

### Současný chrám

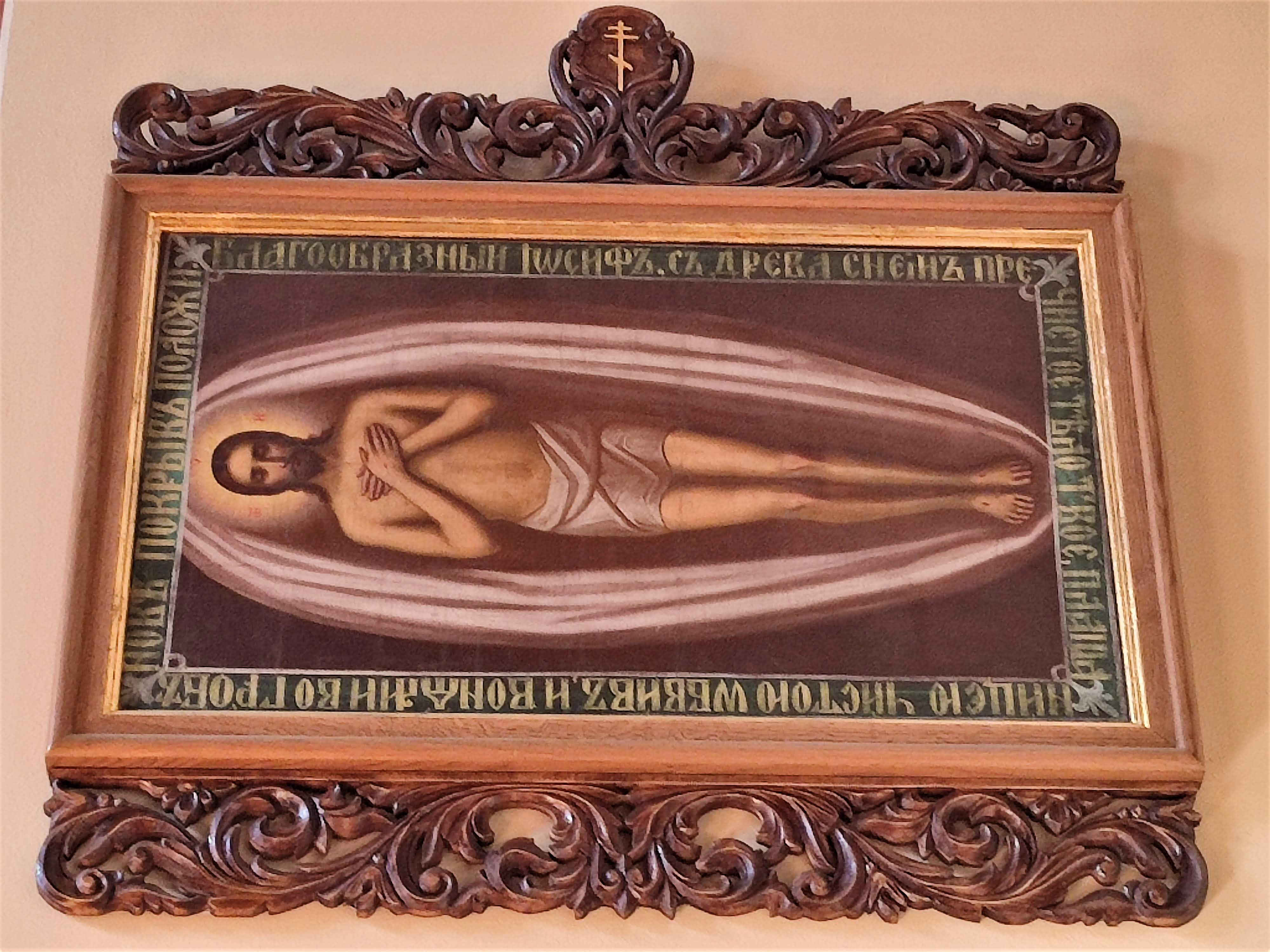
Ikona Kristus v hrobě

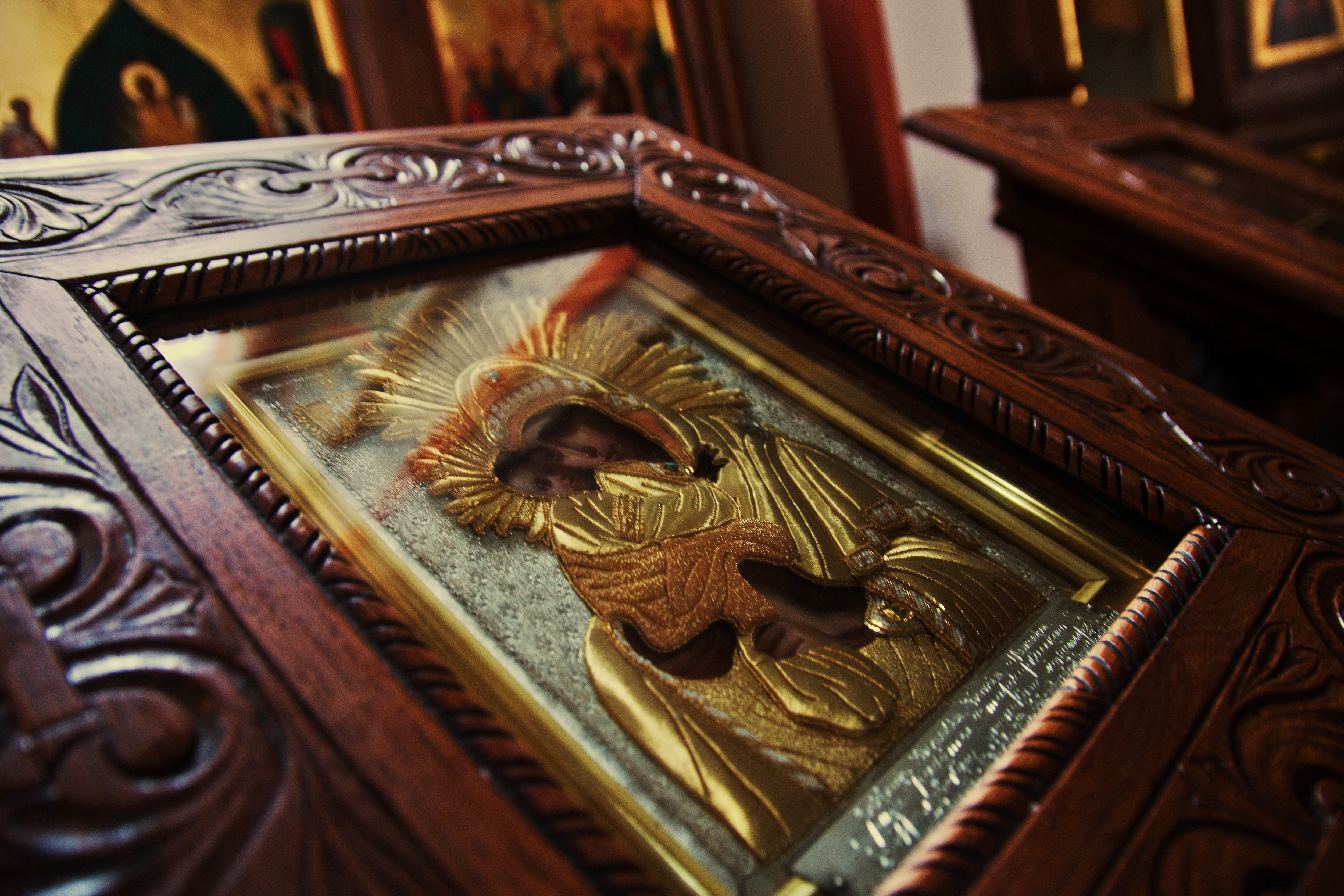
Ikona Bohorodičky

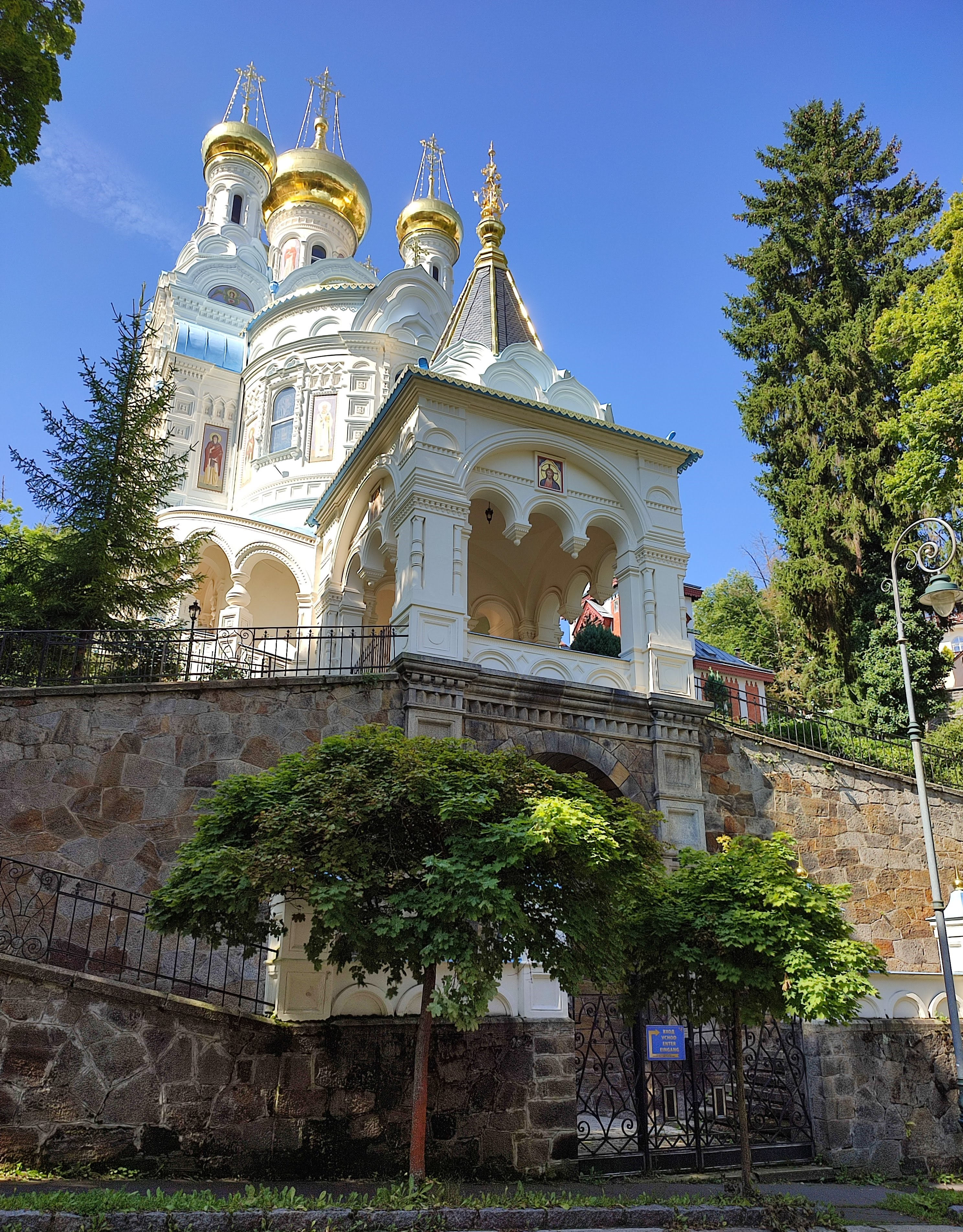
Kostel od východu

Potřebné finance na stavbu byly získány díky opakované sbírce iniciované karlovarskými lékaři a pravoslavným knězem Nikolajem Nikolajevičem Pisarevským mezi srbskou a ruskou lázeňskou klientelou a aristokracií. V den 200. výročí narození cara Petra I. Velikého roku 1872 byla v Karlových Varech vybrána veliká částka na výstavbu chrámu. O podporu chrámového sboru se vytrvale staral duchovní správce domovního chrámu Alexandr Agejevič Abaza. Současně s tím probíhaly rozhovory s místními úřady o získání pozemku, který byl nakonec pro stavbu poskytnut.
11. července 1893 byl položen základní kámen chrámu. Výstavba kostela probíhala pod odborným dozorem františkolázeňského architekta Gustava Wiedermanna, jenž postupoval podle původního architektonického návrhu K. A. Uchtomského inspirovaného chrámem byzantsko-staroruském stylu v Ostankinu u Moskvy. Magistrát města Karlovy Vary poskytl 20% slevu na stavební materiál a na vlastní náklady nechal vyasfaltovat chodníky v okolí chrámu.
Stavební práce byly úspěšně dokončeny roku 1898. Chrám byl 9. června 1897 zasvěcen svatým apoštolům Petru a Pavlovi. Slavnostní bohoslužbu sloužil protojerej Alexandr Alexejevič Lebeděv za asistence 12 duchovních.
V roce 1903 byly z výnosu milodarů čtyři malé kupole opraveny a pokryty mědí a o tři roky později byla střecha chrámu znovu pokryta pozinkovaným plechem.
V souvislosti s 25. výročím úmrtí I. S. Turgeněva 4. září 1908 byl při kostele založen Turgeněvský fond „pro zvěčnění památky ruských spisovatelů Turgeněva a Gogola“.

### V době první světové války

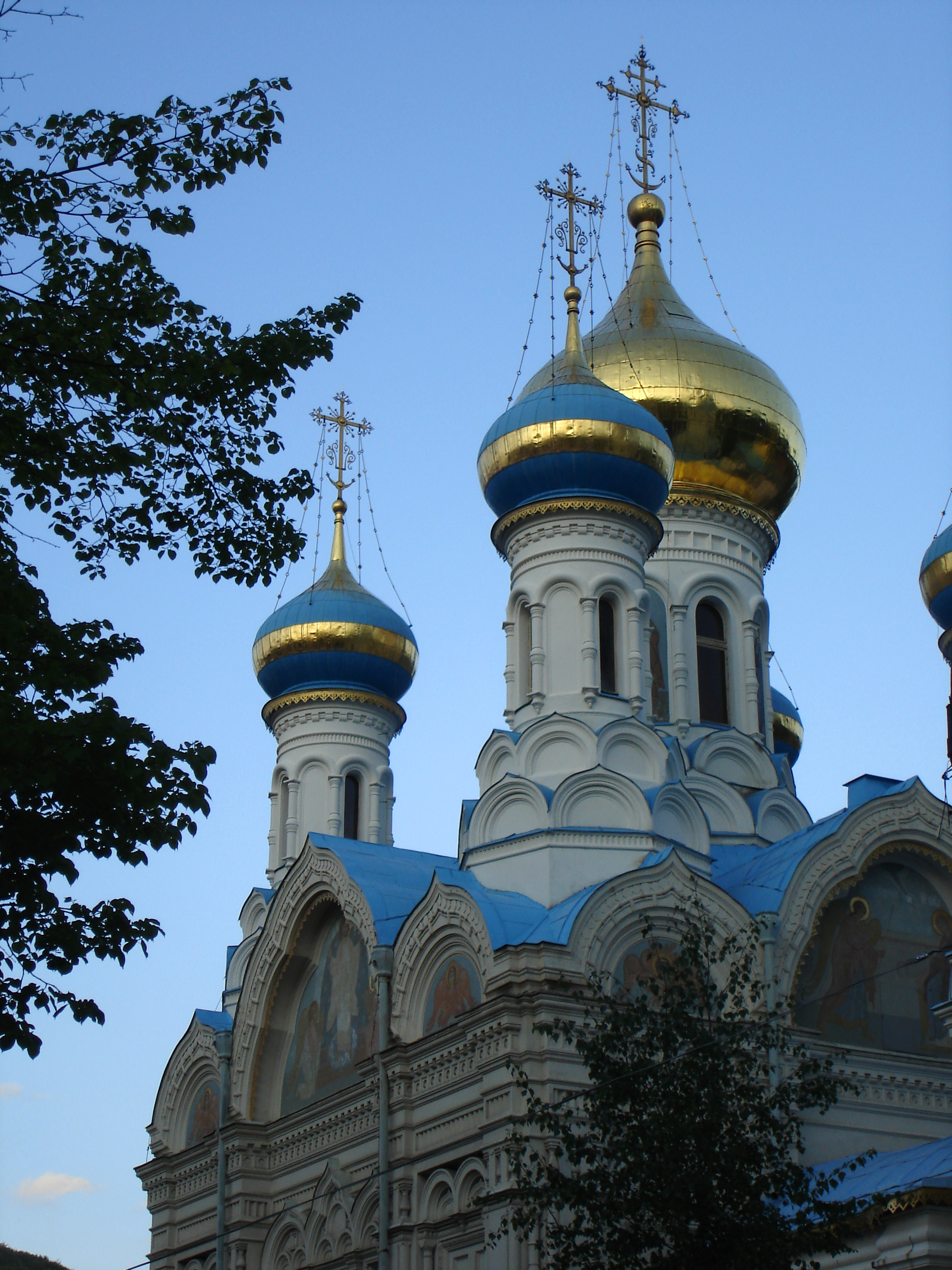
Věže chrámu

Pro zvýšení pohodlí návštěvníků z Ruska bylo již v roce 1902 rozhodnuto o výstavbě vícepatrového „Ruského domu“ se zvýhodněnou cenou ubytování a rusky hovořícím personálem. Sbírky na jeho výstavbu započaly ještě v témže roce a potřebná částka byla získána roku 1914. Plány však přerušila první světová válka. Na jejím začátku byl státními úřady zatčen správce chrámu protojerej Nikolaj Nikolajevič Ryžkov a následně odsouzen k trestu smrti. Díky intervenci ruské vlády a španělského krále Alfonse XIII. byl císařem Karlem I. omilostněn s následnou výměnou za uniatského metropolitu Andreje Šeptického. Chrám byl až do konce války uzavřen. V roce 1916 byla pozlacená měď z kupolí a zvony sňaty a zrekvírovány pro válečné účely. Po válce chrám fungoval pouze v letní sezóně, bohoslužby zajišťovali duchovní pražské eparchie a po ukončení sezóny se kostel uzavíral.
Po roce 1918 ve farním domě přebývali duchovní, kteří byli komunisty donuceni k emigraci z Ruska. Ve 20. a 30. letech 20. století spadal chrám pod jurisdikci Správy ruských farností v západní Evropě Ruské pravoslavné církve. S odchodem metropolity Jevlogije do Konstantinopolského patriarchátu, do Západoevropském exarchátu ruských farností.

### Během a po druhé světové válce
Za druhé světové války sloužil chrám jako sklad. 5. května 1939 byla farnost s veškerým majetkem předána do správy berlínské a německé eparchii Ruské pravoslavné církve v zahraničí a přifařen k mariánskolázeňskému chrámu svatého Vladimíra. V roce 1945 chrám přešel zpět do Západoevropský exarchát Ruské pravoslavné církve, a od roku 1946 do československého exarchátu.
Od roku 1948 do konce 50. let v Karlových Varech působil Pravoslavný duchovní seminář, jehož rektorem byl správce chrámu protojerej Alexij Vitvickij.
S udělením autokefality Československé pravoslavné církvi v roce 1951 chrám přešel pod její jurisdikci. V 70. letech byla provedena celková oprava exteriéru chrámu.
1. dubna 1979 bylo v Karlových Varech založeno předklášteří Ruské pravoslavné církve, pod jejíž jurisdikci přešel i Petropavlovský chrám.
Rekonstrukce chrámu proběhla v roce 1980, a poté ještě v letech 1983–1987. V letech 2013–2015 prošel chrám rozsáhlou rekonstrukcí v hodnotě přibližně 78 milionů Kč.

## Stavba
Centrální byzantizující stavba stojí na půdorysu řeckého kříže s převyšujícími postranními apsidami v jeho kvadratickém středu a s půlkruhovým závěrem. Nad křížením ramen kříže je umístěna kupole s lucernou a soustava pěti vížek s pozlacenými cibulovitými kopulemi. Vnější stěny chrámu doplňuje bohatá ornamentální sochařská a figurální malířská výzdoba. Interiér chrámu s velkou kopulí spočívající na pendentivech je pročleněn řadou oken. Na stěnách je použita nástěnná malba.
Vnitřní zařízení chrámu tvoří bohatý majolikový dřevěný ikonostas s olejovými ikonami světců od malíře Ivana Alexejeviče Tjurina, vyrobený původně v Kuzněcovu u Tveru pro Světovou výstavu v Paříži v roce 1900, který rozděluje vnitřní prostor chrámu.
Ve zdi terasy schodiště proti Sadové ulici je zapuštěn bronzový reliéf sochaře M. Hillera, zpodobňující ruského cara Petra I. při stavbě domu „U páva“ v roce 1711, zřízený na památku carova pobytu v Karlových Varech.
Při chrámu stojí budova zastupitelství moskevského patriarchátu.